# Andrew Bailey (beisbolista)
Andrew Scott Bailey (31 de mayo de 1984) es un exlanzador estadounidense de béisbol profesional que jugó en las Grandes Ligas. Debutó en la temporada 2009 con los Oakland Athletics, y posteriormente jugó con los Boston Red Sox, New York Yankees, Philadelphia Phillies y Los Angeles Angels of Anaheim. Ganó el premio de Novato del Año de la Liga Americana en 2009 y fue convocado al Juego de Estrellas en 2009 y 2010 jugando como cerrador de los Atléticos de Oakland.

## Carrera profesional

### Oakland Athletics
Bailey fue seleccionado en la sexta ronda (188 global) del draft de 2006 por los Atléticos de Oakland. Formó parte de la plantilla del Día Inaugural de los Atléticos para la temporada 2009, y debutó en Grandes Ligas el 6 de abril lanzando una entrada sin permitir carreras ante los Angelinos de Anaheim. Fue seleccionado como el representante de los Atléticos para el Juego de Estrellas, y culminó la temporada con 1.84 de efectividad y 26 salvamentos, estableciendo una nueva marca para un novato en la historia del equipo y siendo premiado como el Novato del Año de la Liga Americana en 2009.
En 2010, fue invitado nuevamente al Juego de Estrellas, y fnalizó la temporada con 25 salvamentos y 1.47 de efectividad.
El 12 de septiembre de 2011, fue golpeado por una bola durante una práctica de bateo, pero luego de superar las pruebas pertinentes retornó al equipo. Culminó la temporada 2011 con una efectividad más alta, 3.24, pero logró registrar 24 juegos salvados.

### Boston Red Sox
El 28 de diciembre de 2011, Bailey fue transferido a los Medias Rojas de Boston junto a Ryan Sweeney, a cambio de Josh Reddick y dos jugadores de ligas menores.
El 4 de abril de 2012, se anunció que Bailey sería sometido a una cirugá en el pulgar derecho e iniciaría la temporada en la lista de lesionados. Debutó con los Medias Rojas el 14 de agosto, y culminó la temporada con apenas 15 1⁄3 entradas lanzadas y 6 juegos salvados con 7.04 de efectividad.
En 2013, inició la temporada como parte del cuerpo de relevistas del equipo, pero tomó el rol de cerrador a mediados de abril al lesionarse Joel Hanrahan. Registró efectividad de 3.77 y ocho salvamentos en 30 apariciones, antes de sufrir una lesión en el hombro que requirió de una cirugía, dejándolo fuera de acción por el resto de la temporada.

### New York Yankees
El 22 de febrero de 2014, Bailey firmó un contrato con los Yanquis de Nueva York con opción para la temporada 2015. Luego de varios inconvenientes en su rehabilitación, fue eliminado de la temporada el 17 de agosto. El 7 de noviembre de 2014, los Yanquis lo firmaron a un nuevo contrato de ligas menores, luego de declinar su opción para 2015 unos días atrás.
El 1 de septiembre de 2015, Bailey fue promovido a Grandes Ligas, y debutó con el equipo al día siguiente, su primera aparición en las mayores en dos años. En un total de 10 encuentros, registró efectividad de 5.19, y luego que los Yanquis declinaran su opción para el 2016, se convirtió en agente libre.

### Philadelphia Phillies
En diciembre de 2015, Bailey firmó un contrato de ligas menores con los Filis de Filadelfia que incluyó una invitación a los entrenamientos primaverales. Fue llamado por el equipo el 20 de abril de 2016, pero luego de registrar efectividad de 6.40 en 33 apariciones, fue colocado en asignación el 2 de agosto.

### Los Angeles Angels of Anaheim
El 13 de agosto de 2016, firmó un contrato de ligas menores con los Angelinos de Los Angeles de Anaheim. Luego de ser llamado a Grandes Ligas, culminó la temporada registrando efectividad de 2.38 y seis salvamentos para los Angelinos.
El 9 de noviembre de 2016, renovó por un año y $1 millón para permanecer con el equipo. Sin embargo, una lesión en el hombro lo limitó a solo cuatro juegos durante la temporada 2017.

### Retiro
El 26 de febrero de 2018, Bailey anunció su retiro como jugador profesional, para tomar el rol de coordinador de repetición instantánea y entrenador asistente de los Angelinos.